# Argumentum ad metum
A expressão latina Argumentum ad metum ("Argumento pelo/do medo", em português), também conhecida como apelo ao medo, é uma falácia na qual a pessoa tenta provar a validade de um argumento utilizando o medo; na grande maioria das vezes, utilizando ameaças, principalmente por religiosos proselitistas. O apelo ao medo é especialmente utilizado dentro da religião, na política e no marketing.

## Estrutura lógica
Ou P ou Q.
Q é temerário.
Então P.
O argumento é falso e constitui um apelo à emoção e um argumentum ad consequentiam. O sentimento que se pode ter sobre uma asserção não define seu valor lógico.

## Exemplos
- Política: Vote no candidato tal, pois o candidato adversário vai trazer a ditadura de volta.
- Religião: Se você se converter à minha religião, irá para o céu; de contrário, irá para o inferno.
- Cotidiano: Respeito sua opinião, mas você vai sofrer na vida pensando desta forma.
- Marketing: É melhor você ter o nosso plano de seguros. Vai que acontece algum acidente com você...

## Quando apelar ao medo não é uma falácia
Apelar ao medo é uma forma legitima de argumentação quando a premissa que sustenta a conclusão é verdadeira ou plausível, e o medo, um fator legitimo na tomada de decisão.

### Exemplos
- Você deve dirigir bem abaixo do limite de velocidade em dias chuvosos caso tenha medo de sofrer um acidente grave.